# あしたをつかめ〜しごともくらしも〜
『あしたをつかめ〜しごともくらしも〜』とは、NHK Eテレで2013年4月1日から2014年3月24日まで放送された若者向け仕事ガイダンス番組である。「あしたをつかめ 平成若者仕事図鑑」をリニューアルした番組である。

## 概要
これから社会に出ようとする若者に向けて、若手の社会人が従事する仕事の魅力だけでなく、収入やその暮らしぶりなども紹介、それによって、仕事と生活のバランスの上で、先輩たちが何に価値観を置き、生きているのかを伝えるものである。前番組と比較してプライベートの時間にも焦点を当てており、紹介する人物のスケジュールを「しごと」（仕事）、「くらし」（プライベート）に分け、さらに今後の仕事につながる自分磨きの時間を、くらしと仕事の中間「くらしごと」として取り上げる形式を取る。2014年3月24日に番組を終了した。後番組は「人生デザイン U-29」である。
番組テーマソングはRHYMESTERの「The Choice Is Yours」。ナレーションはRHYMESTERのMC、Mummy-Dが担当する。

## 放送時間
- 本放送：月曜日 23時30分 - 23時55分
- 再放送：土曜日 12時00分 - 12時25分